# Anomala sagiens
Anomala sagiens är en skalbaggsart som beskrevs av Ohaus 1925. Anomala sagiens ingår i släktet Anomala och familjen Rutelidae. Inga underarter finns listade i Catalogue of Life.